# Ingo Emmerich
Ingo Emmerich (Nettersheim, 30 januari 1950) is een Duits voormalig motorcoureur. Hij is eenmalig Grand Prix-winnaar in het wereldkampioenschap wegrace.

## Carrière
Emmerich begon zijn motorsportcarrière in 1969. In 1974 werd hij Duits kampioen in de 50 cc-klasse. Dat jaar debuteerde hij ook in de 50 cc-klasse van het wereldkampioenschap wegrace op een Kreidler. Al in zijn eerste race, die werd gehouden in zijn thuisland, behaalde hij zijn enige Grand Prix-overwinning. Deze race werd door alle reguliere coureurs geboycot, omdat zij de Nürburgring Nordschleife te gevaarlijk vonden. Hierdoor kwamen enkel een aantal thuisrijders aan de start. Dit was zijn enige top 10-finish van het seizoen, waardoor hij met 15 punten twaalfde werd in de eindstand. In 1975 kwam hij enkel tot scoren met een negende plaats in Duitsland, zodat hij met 2 punten op plaats 27 eindigde in het klassement. In 1976 reed hij vier races, waarin hij geen punten scoorde.
In 1977 reed Emmerich zijn eerste volledige seizoen in het WK 50 cc. Hij scoorde enkel met een negende plaats in Duitsland en eindigde zo met 2 punten op plaats 23 in het kampioenschap. In 1978 eindigde hij regelmatig in de top 10, met een vijfde plaats in Joegoslavië als beste resultaat. Met 14 punten werd hij achtste in de eindstand. In 1979 behaalde hij een podiumplaats in zijn thuisrace en kwam hij in twee andere races tot scoren. Met 19 punten werd hij negende in het klassement. In 1980 was een vijfde plaats in Duitsland zijn enige puntenfinish, waardoor hij met 6 punten veertiende werd. Ook schreef hij zich in Duitsland in voor zijn enige 125 cc-race op een Seel, maar wist zich niet te kwalificeren.
In 1981 behaalde Emmerich drie top 10-finishes in het WK 50 cc op een Kreidler, met een zevende plaats in de TT van Assen als hoogtepunt. Met 10 punten werd hij veertiende in de eindstand. In 1982 was een zevende plaats in de Grand Prix der Naties zijn beste resultaat en werd hij met 5 punten opnieuw veertiende in de eindstand. In 1983 reed hij zijn laatste WK-seizoen, waarin een vierde plaats in Frankrijk zijn hoogste klassering was. Met 14 punten eindigde hij als twaalfde in het kampioenschap.